# جيريمياه جيمس هارتي
جيريمياه جيمس هارتي (بالإنجليزية: Jeremiah James Harty)‏ هو قسيس أمريكي، ولد في 5 نوفمبر 1853 في سانت لويس في الولايات المتحدة، وتوفي في 29 أكتوبر 1927 في لوس أنجلوس في الولايات المتحدة.